# Заполицы (Московская область)
Запо́лицы — деревня в Орехово-Зуевском муниципальном районе Московской области. Входит в состав сельского поселения Дороховское. Население — 237 чел. (2010).

## Расположение
Деревня Заполицы расположена в юго-восточной части Орехово-Зуевского района, примерно в 29 км к юго-востоку от города Орехово-Зуево. Высота над уровнем моря 139 м. К деревне приписаны 3 садовых товарищества.

## Название
Название связано с термином заполица — «нетягловое отдалённое поле в перелесках, на неудобных для пахоты местах, за основными пахотными землями, превращавшееся иногда в сенокосное угодье».

## История
В 1926 году деревня входила в Заполицкий сельсовет Дороховской волости Орехово-Зуевского уезда Московской губернии.
В 1994—2004 годах Заполицы были центром Мальковского сельского округа Орехово-Зуевского района, а в 2004—2006 годах входили в состав Дороховского сельского округа.

## Население
В 1926 году в деревне проживало 860 человек (391 мужчина, 469 женщин). По переписи 2002 года — 341 человек (160 мужчин, 181 женщина).
| 1926 | 2002 | 2006 | 2010 |
| ---- | ---- | ---- | ---- |
| 860  | ↘341 | ↘316 | ↘237 |